# Пунта Аренас
Пунта Аренас (шп. Punta Arenas) је општина у Чилеу и седиште регије Магаљанес и Чилеанског Антарктика. По подацима са пописа из 2002. године број становника у месту је био 116.005.

## Историја
Град Пунта Аренас је основан у 1848.

## Географија

### Клима
| Клима (Пунта Аренас)       | Клима (Пунта Аренас) | Клима (Пунта Аренас) | Клима (Пунта Аренас) | Клима (Пунта Аренас) | Клима (Пунта Аренас) | Клима (Пунта Аренас) | Клима (Пунта Аренас) | Клима (Пунта Аренас) | Клима (Пунта Аренас) | Клима (Пунта Аренас) | Клима (Пунта Аренас) | Клима (Пунта Аренас) | Клима (Пунта Аренас) |
| Показатељ \ Месец          | .Јан.                | .Феб.                | .Мар.                | .Апр.                | .Мај.                | .Јун.                | .Јул.                | .Авг.                | .Сеп.                | .Окт.                | .Нов.                | .Дец.                | .Год.                |
| -------------------------- | -------------------- | -------------------- | -------------------- | -------------------- | -------------------- | -------------------- | -------------------- | -------------------- | -------------------- | -------------------- | -------------------- | -------------------- | -------------------- |
| Просек, °C (°F)            | 10,5 (50,9)          | 10,1 (50,2)          | 8,2 (46,8)           | 6,0 (42,8)           | 3,4 (38,1)           | 1,5 (34,7)           | 1,1 (34)             | 2,0 (35,6)           | 4,0 (39,2)           | 6,4 (43,5)           | 8,2 (46,8)           | 9,7 (49,5)           | 5,9 (42,6)           |
| Средњи минимум, °C (°F)    | 6,5 (43,7)           | 6,2 (43,2)           | 5,0 (41)             | 3,2 (37,8)           | 1,0 (33,8)           | −0,7 (30,7)          | −1,1 (30)            | −0,1 (31,8)          | 1,0 (33,8)           | 2,6 (36,7)           | 4,4 (39,9)           | 5,7 (42,3)           | 2,8 (37)             |
| Количина падавина, mm (in) | 38,9 (15,31)         | 27,8 (10,94)         | 29,6 (11,65)         | 36,0 (14,17)         | 41,6 (16,38)         | 28,2 (11,1)          | 30,2 (11,89)         | 30,2 (11,89)         | 24,2 (9,53)          | 28,7 (11,3)          | 31,7 (12,48)         | 28,6 (11,26)         | 375,7 (147,91)       |
| [ тражи се извор ]         |                      |                      |                      |                      |                      |                      |                      |                      |                      |                      |                      |                      |                      |

## Демографија
| 2002.   |
| ------- |
| 116.005 |

## Градови побратими
- Рио Гаљегос, Аргентина
- Ушуаја, Аргентина
- Белингхам, Вашингтон, САД
- Сплит, Хрватска